# Вервиця

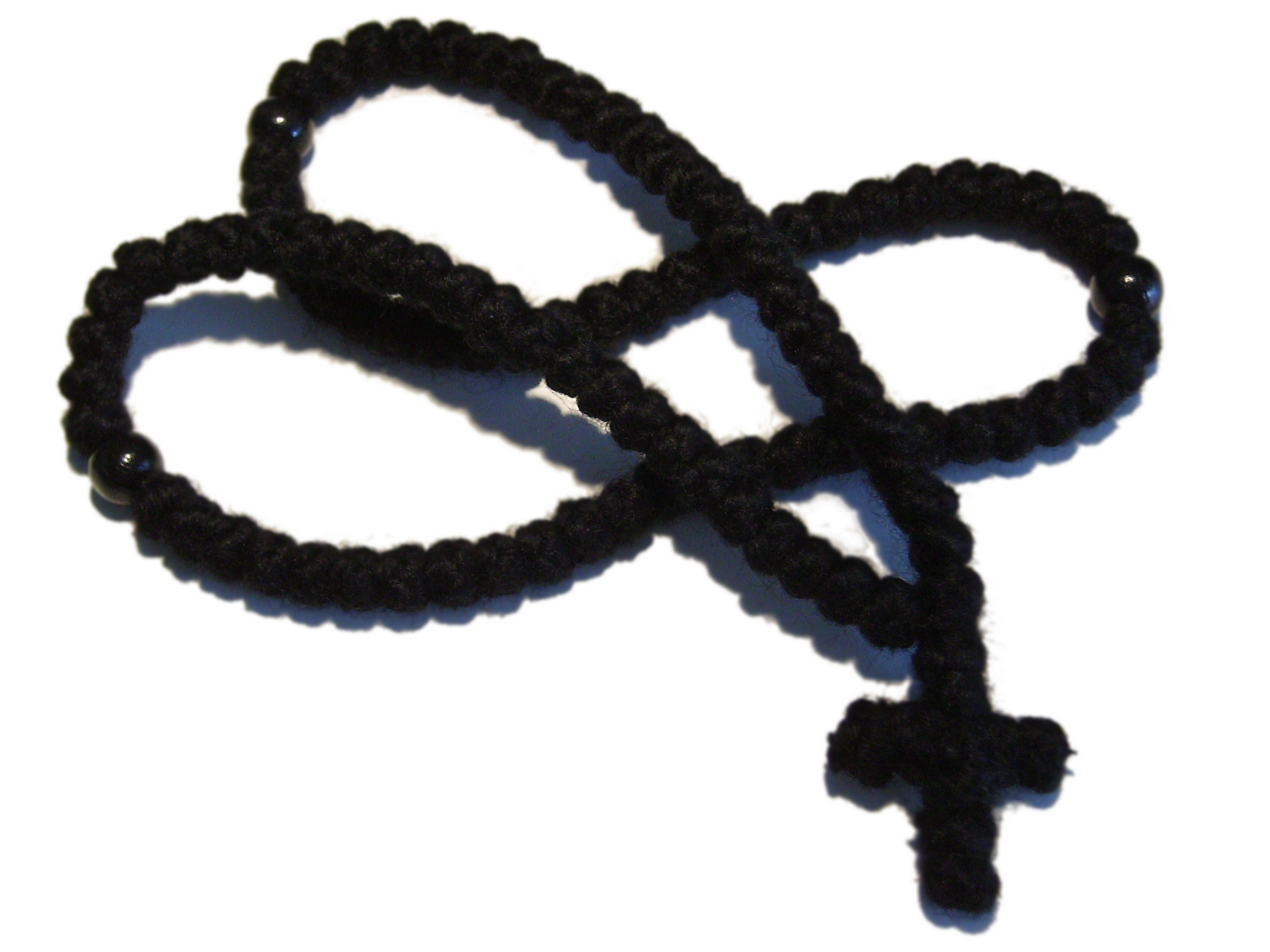
Вервиця

Вервиця (д.-рус. вьрвь, староцерк.-слов. врьвь) — нитка, шнурок із нав'язаними вузлами (пізніше, додатково нанизували більшими чи меншими перлами, зернами, коралями чи іншими атрибутами). У християнстві вервиця є засобом, який допомагає краще зосередитися на молитві.
Також вервицею називали коралове намисто.

## Історія

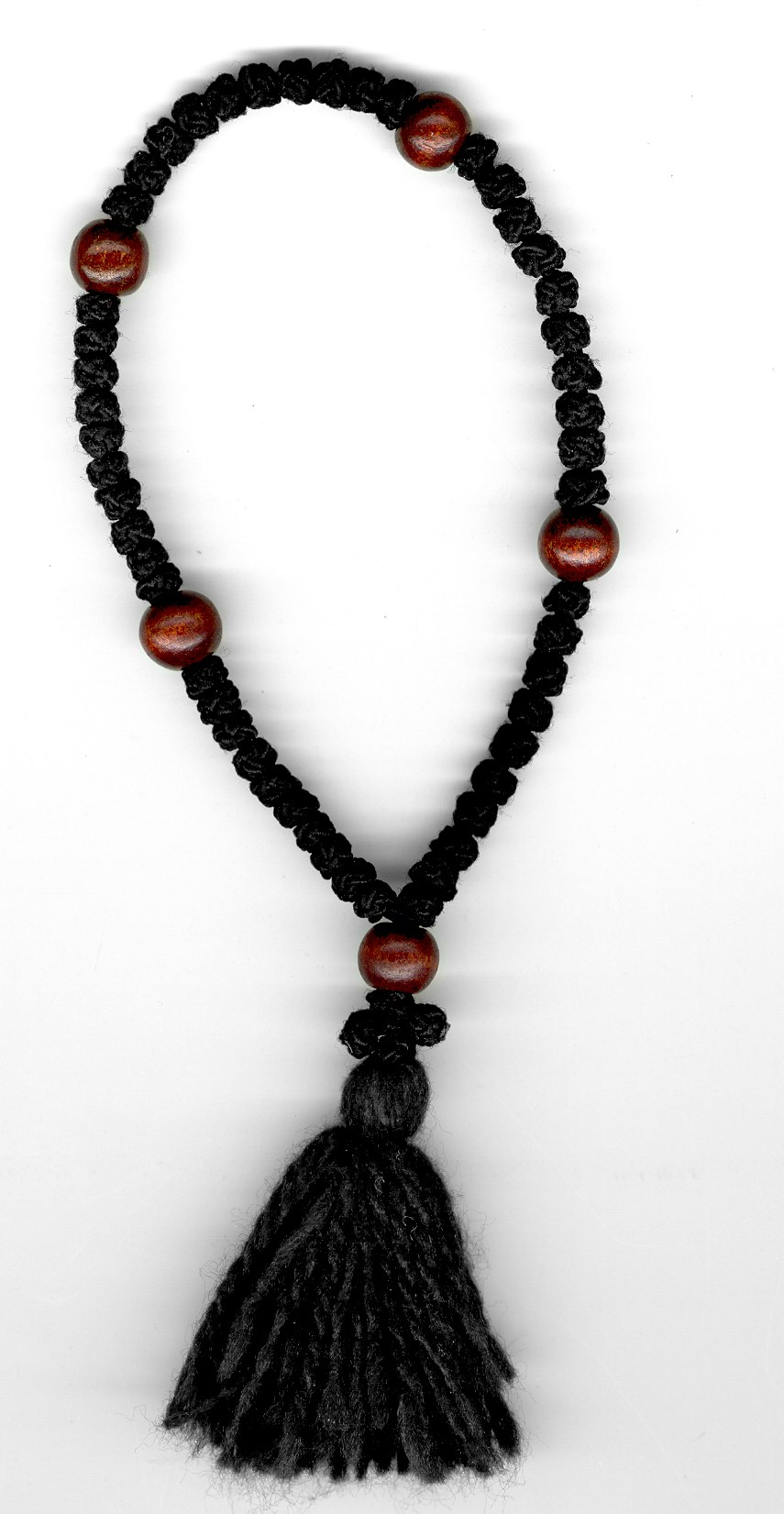
Вузликові чотки — вервиця

Вервиця відома з перших часів християнства — з II чи III ст. по Різдві. Першими почали вживати вервицю єгипетські пустельники, від них перейняли її грецькі ченці, а від грецьких — і руські.
На давніх малюнках видно перших руських ченців у Києві святих Антонія й Феодосія Печерських з вервицею в руках. Західні католицькі ченці перейняли вервицю зі Сходу.

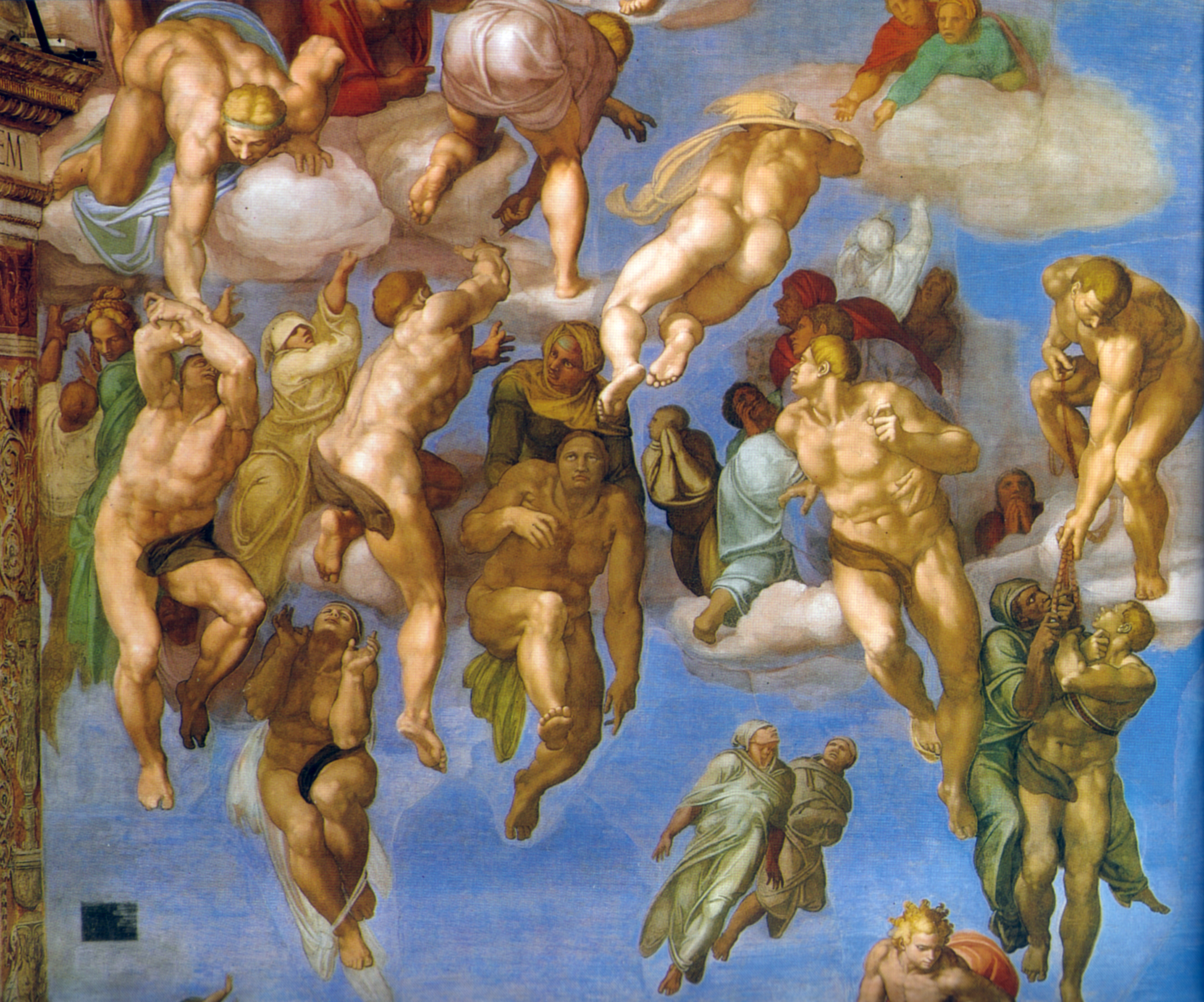
Фрагмент картини Страшний суд Мікеланджело Буонарроті із зображенням агела, який підтягує мотузкою з намистинами дві спасенні душі

Давньоруський «Номоканон» з XI ст. приписує у 87 правилі: «Вервиця хай має 103 вузли. На всякому вузлі хай мовить чернець приписану молитву». Коли хто вступає в чернечий стан, одержує вервицю зі словами: «Брате, прийми духовний меч, слово Боже…». Отже, вервиця — це духовний меч ченця, яким він має поборювати всі спокуси. Носять їх і православні єпископи.
|  | Одним із чудових творів мистецтва є Страшний суд Мікеланджело на стелі Сікстинської капели. Ця фреска поєднує жах прокляття з радістю вічного спасіння у яскравій сцені, яка повинна надихнути будь-яку правдиву людину до святості. Серед панорами врятованих і проклятих – легко помітна фігура ангела, який підтягує мотузкою із намистинами (вервицею) дві спасенні душі. |